# Арзянка
Арзя́нка — посёлок в Балашовском районе Саратовской области России. Входит в состав Большемеликского муниципального образования. Основан предположительно во второй половине XVII века.

## География
Посёлок находится в западной части Саратовского Правобережья, в пределах Окско-Донской равнины, в степной зоне, на левом берегу реки Хопёр, на расстоянии примерно 9 км (по прямой) к северо-северо-востоку (NNE) от города Балашов, административного центра района. Абсолютная высота — 111 м над уровнем моря.
Климат
Климат характеризуется как умеренно континентальный с холодной малоснежной зимой и сухим жарким летом. Среднегодовая температура воздуха — 4,3 — 4,7 °C. Средняя многолетняя температура самого холодного месяца (января) составляет −11,1 °С (абсолютный минимум — −39 °С), температура самого тёплого (июля) — 20,7 °С (абсолютный максимум — 39 °С). Средняя продолжительность безморозного периода 145—155 дней. Среднегодовое количество атмосферных осадков — 476 мм, из которых 200—300 мм выпадает в период с апреля по октябрь. Снежный покров держится в среднем 130—135 дней в году.
Часовой пояс
Посёлок Арзянка, как и вся Саратовская область, находится в часовой зоне МСК+1. Смещение применяемого времени относительно UTC составляет +4:00.

## Население
| 2010 |
| ---- |
| 15   |

Половой состав
По данным Всероссийской переписи населения 2010 года, в половой структуре населения мужчины составляли 53,3 %, женщины — соответственно 46,7 %.
Национальный состав
Согласно результатам переписи 2002 года, в национальной структуре населения русские составляли 92 % из 12 чел.